# Pete Townshend

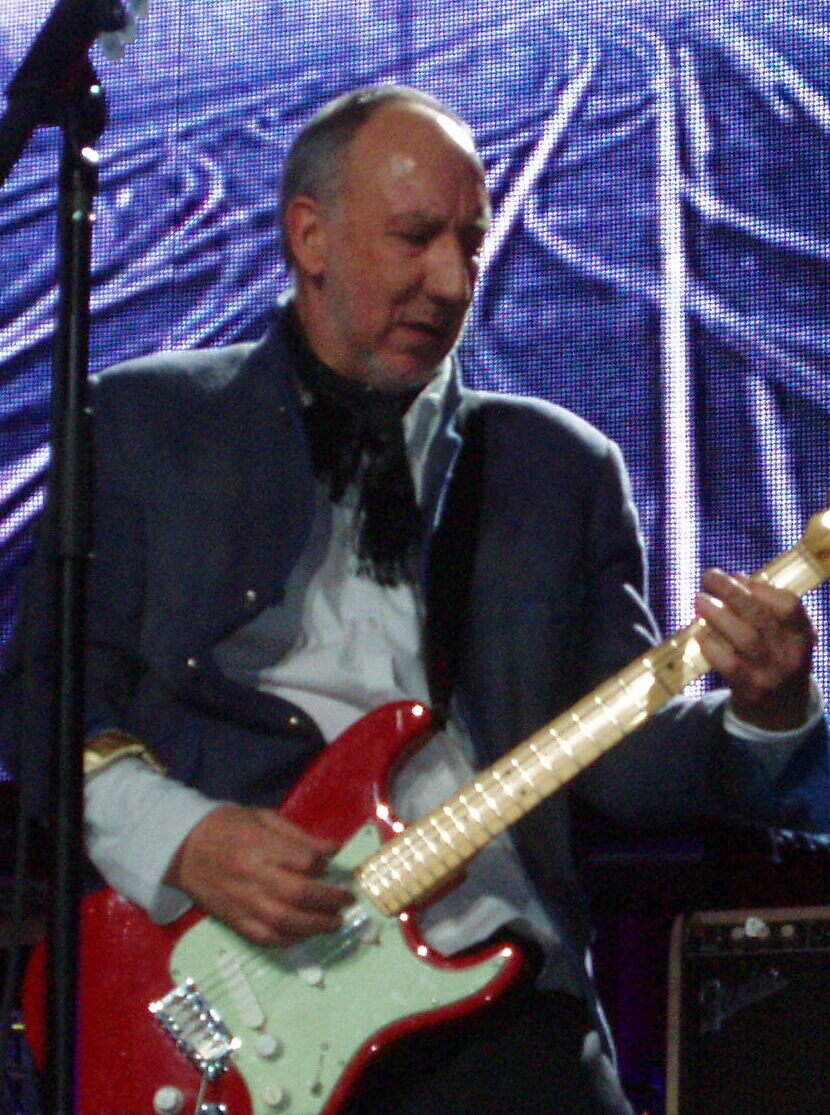
Pete Townshend

Peter Dennis Blandford Townshend (n. 19 mai 1945, Londra, Anglia, Regatul Unit) este un cântăreț de muzică rock, muzician, compozitor, autor și chitarist britanic. Este cunoscut ca autorul versurilor și chitaristul formației The Who, cât și pentru cariera lui solo.

## Discografie

### Albume de studio
- Who Came First (octombrie 1972)
- Rough Mix (cu Ronnie Lane - septembrie 1977)
- Empty Glass (21 aprilie 1980)
- All The Best Cowboys Have Chinese Eyes (1 iunie 1982)
- White City: A Novel (30 noiembrie 1985 )
- The Iron Man: A Musical (27 iunie 1989)
- Psychoderelict (15 iunie 1993)

### Albume din concert
- Deep End Live ! (1986)
- A Benefit for Maryville Academy (21 septembrie 1999)
- The Oceanic Concerts (cu Raphael Rudd - 2001)
- Magic Bus - Live from Chicago (2004)

### Compilații
- Scoop (aprilie 1983)
- Another Scoop (8 iulie 1987 )
- Coolwalkingsmoothtalkingstraightsmokingfirestoking - The Best of Pete Townshend (1996)
- Lifehouse Chronicles (6 CD Box Set - 2000)
- Lifehouse Elements (2000)
- Scoop 3 ([[11 decembrie 2001)
- Scooped (2002)
- Anthology (2005)
- The Definitive Collection (2007)